# Suchostreł
Suchostreł (bułg. Сухострел) – wieś w południowo-zachodniej Bułgarii, w obwodzie Błagojewgrad, w gminie Simitli. Według danych Narodowego Instytutu Statystycznego, 31 grudnia 2011 roku wieś liczyła 6 mieszkańców.

## Osoby związane z Suchostrełem
- Sotirko Dimkowski – bohater WMRO-u[4]
- Nikoła Kołtata – bohater WMRO-u[4]